# نشان ملی فلسطین
نشان ملی فلسطین (عربی: شعار فلسطين)، نمادی است که توسط فلسطین، مورد استفاده قرار می‌گیرد. این نشان شامل عقاب صلاح‌الدین است که صلاح‌الدین ایوبی آن را به عنوان نشان ملی برای کشورش استفاده می‌کرد، در وسط پرچم فلسطین قرار دارد.
لازم است ذکر شود که بسیاری از کشورهای عربی از همان نشان ملی مصر استفاده می‌کنند که رنگ متفاوت دارند.